# Martin Kamen
Martin David Kamen (27. srpna 1913 Toronto – 31. srpna 2002 Montecito, Kalifornie) byl americký chemik, který se věnoval především fyzikální chemii a jaderné fyzice.
Společně se Samem Rubenem objevil radioaktivní izotop uhlíku 14C. Při bombardování hmoty částicemi z cyklotronu vznikaly radioaktivní izotopy prvků jako 14C. Jeho použití v biochemii pomohlo objasnit průběh mnoha reakcí probíhajících v živých organismech. Kamen rovněž poskytl důkaz, že kyslík vznikající při fotosyntéze nepochází z oxidu uhličitého, ale z vody. Rovněž studoval roli molybdenu při biologické fixaci dusíku, biochemii cytochromů a jejich úlohu při fotosyntéze a metabolismu, roli železa v porfyrinových sloučeninách a výměnu vápníku v rakovinných nádorech.